# Spathius gades
Spathius gades är en stekelart som beskrevs av Nixon 1943. Spathius gades ingår i släktet Spathius och familjen bracksteklar. Inga underarter finns listade i Catalogue of Life.